# Equilibrium (canción de Tristania)
«Equilibrium» es una canción de la banda noruega de metal gótico Tristania, siendo el primer sencillo y el principal extraído de su cuarto álbum de estudio Ashes (2005). Fue publicado por la casa discográfica SPV, en marzo de 2005.
"Equilibrium" fue el primer sencillo para la banda en casi seis años luego de "Angina", en vista de que no se lanzó ninguno del álbum World of Glass (2001).
La balada presenta la interpretación del dúo de Østen Bergøy y Vibeke Stene.

## Vídeo musical
La canción fue particularmente notable por presentar el primer vídeo oficial realizado profesionalmente en la carrera de Tristania, si bien ya existía un antecedente menor con "Evenfall" de 1999, pero como parte de su proyecto promocional del Widow's Tour.
El audiovisual fue dirigido por el fotógrafo y cineasta alemán Ralf Strathmann y filmado en las viejas instalaciones de la Cervecería Tou en Stavanger, Noruega. Se estrenó el 31 de marzo de 2005.
Esta versión es sensiblemente más corta que la versión original, debido a una introducción editada.

## Créditos
- Vibeke Stene - Voz Femenina
- Østen Bergøy - Voz Masculina
- Anders Høvyvik Hidle - Guitarras, voces adicionales
- Rune Østerhus - Bajo
- Einar Moen - Sintetizadores y programación
- Kenneth Olsson - Batería